# ジョーテラス大阪
ジョーテラス大阪（ジョーテラスおおさか）は、大阪府大阪市中央区にある複合商業施設。大阪都市景観建築賞受賞。

## 概要
大阪環状線大阪城公園駅と大阪城の間にある商業施設。大阪ビジネスパークにも近い。大阪城公園にあり、AからGまでの７つの棟に22店舗で構成されている。E棟とF棟のみ２階建、他は１階建て。

## 店舗
2024年3月時点での店舗は以下のとおり。
- イタリアンダイニング　ナチュラ
- かつ満
- さち福や
- パークローソン
- クラブピラティス大阪城公園
- 3ポキ オオサカ
- 名代 千房
- スタジオ クロリ
- ランニングベース大阪城
- 大阪城下町
- ジョーテラス大阪インフォメーション＆オフィシャルショップ
- たこ焼道楽わなか
- サンジョルディフラワーズザ・デコレーター
- 神戸バタークレープ専門店 ヒステリックジャム
- ゴーゴープラス
- グッドスプーンオールデイブランチ＆ディナー＆BBQテラス
- ダーリングワンモアホットドッグ
- ヒカル
- タリーズコーヒー
- キャッスルガーデン大阪

## 建築
- 建築主 - 大阪城パークマネジメント
- 設計 – 大和ハウス工業一級建築士事務所
- 施工 - 大和ハウス工業本店
- 受賞 – 2019年　第39回大阪都市景観建築賞大阪市長賞受賞[1]